# Андижанське водосховище
Андижа́нське водосховище, також Кемпір-Абадське водосховище (узб. Andijon suv ombori, кирг. Кемпир-Абад суу сактагичи) - водосховище в Киргизстані та Узбекистані. Є об'єктом територіальної суперечки між двома державами. На водосховищі знаходяться дві гідроелектростанції Андижанської ГЕС.

## Історія
Вперше ідею будівництва водосховища у Ферганській долині запропонував гідротехнік Іван Олександров у 1917 році. У результаті рішення про будівництво було ухвалено Радою міністрів СРСР 15 березня 1963 року. Основна мета проекту полягала у забезпеченні водою сільськогосподарських земель поблизу Великого Ферганського та Великого Андижанського каналів, а також на території південно-східної частини Ферганської долини. Проект нового водосховища розробив науковий колектив інституту «Середазгіпроводбавовна» під керівництвом головних інженерів Н. С. Жуйкова та Л. С. Литвака. На його будівництво було виділено 297 мільйонів рублів із держбюджету СРСР і його планувалося завершити до 1970 року.
Проте будівництво водосховища було розпочато лише у 1969 році та остаточно було завершено лише у 1983 році. У зоні будівництва водосховища проводилися археологічні розкопки Кампир-Раватської археологічної експедиції, що тривали до 1967 року. Будівництво водоймища призвела до затоплення кількох тисяч гектарів землі на території Киргизької РСР. Затоплені землі були компенсовані передачею Узбецької РСР 4127 гектарів землі у прикордонних районах, де пізніше було збудовано кілька сіл та аеропорт (в Аксийському районі). Між республіками 23 вересня 1965 року було укладено «Протокол наради представників міністерства водного господарства Узбецької РСР, Міністерства водного господарства Киргизької РСР, Держбуду Киргизької РСР, проектних інститутів „Середазгіпроводхлопок“ та „Киргизгіпроводгосп“ з питань використання Кампир-Раватського) водосховища».
Спорудження водосховища було пов'язане із будівництвом Андижанської ГЕС. У 2010 році було збудовано Андижанську ГЕС-2. Гідровузол розташований біля виходу річки Карадар'я до Ферганської долини і знаходиться поблизу міста Ханабад. Його основне призначення – забезпечення поливною водою.
Введення водосховища в експлуатацію дозволило зрошувати 44 тисячі гектарів нових земель та збільшити зрошення колишніх земель розміром 257 тисяч гектарів в Узбекистані та 159 тисяч гектарів — у Киргизстані.

## Характеристики
Андижанське водосховище за своїм виглядом є русловим. Основне призначення — зрошення земель та енергетика. Максимальна глибина водосховища – 98 метрів. Ширина водосховища становить 6 кілометрів, а довжина – 20 кілометрів. Багаторічний об'єм води - 1,9 км, корисний обсяг - 1,75 км, площа дзеркала води за проєктом — 56 км. У водосховище стікають притоки річки Карадар’ї — річки Тар та Каракульджа.

## Прикордонний конфлікт
Після розпаду СРСР водосховище опинилося у центрі територіальної суперечки між незалежними Киргизстаном та Узбекистаном. Водосховище має важливе значення для двох країн, оскільки Ферганська долина за високої щільності заселеності територій має посушливий клімат. В Узбекистані водосховище називається Андижанським, а Киргизстані — Кемпір-Абадським. За даними киргизького географа Теміркула Ешенгулова, водосховище називалося "Кампир-Раватським" на честь родовища корисних копалин. Також поблизу сучасного водоймища існував кишлак Кампиррават.
Навесні 2021 року стало відомо про домовленість між державами щодо передачі водосховища Узбекистану. Проте внаслідок акцій протесту в Киргизії проти договору передачу було відкладено.
26 вересня 2022 року між Киргизстаном та Узбекистаном було підписано протокол про делімітацію та демаркацію державного кордону. На знак протесту проти угоди 6 жовтня киргизькі жителі встановили біля водосховища юрти, які потім знесли правоохоронні органи. 10 жовтня комітет з міжнародних справ, оборони, безпеки та міграції киргизького парламенту ухвалив рішення схвалити угоду з Узбекистаном. На знак протесту активісти оголосили про створення «комітету на захист водосховища». За словами президента Киргизстану Садира Жапарова, угода з Узбекистаном дозволить керувати водосховищем за принципом 50/50.